# Клієнт завжди мертвий
Клієнт завжди мертвий (англ. Six Feet Under, дослівний переклад назви — «Шість футів під землею») — популярний американський драматичний телесеріал виробництва кабельного каналу HBO. Прем'єра в США відбулася 3 червня 2001 року, останній епізод п'ятого фінального сезону показали 21 серпня 2005 року. В Україні серіал показували телеканали «1+1» та «ТЕТ».
«Клієнт завжди мертвий» отримав широке визнання у критиків, став одним з найбільш рейтингових програм каналу HBO та неодноразово визнавався одним з найкращих серіалів усіх часів. Серіал потрапив до списку 100 найкращих серіалів за версією журналу Time та списку 50 найкращих серіалів за версією журналу Empire, а фінальна серія вважається одним з найкращих епізодів в історії телебачення. «Клієнт завжди мертвий» завоював численні нагороди, зокрема дев'ять премій Еммі, три премії Гільдії кіноакторів США, три Золоті глобуси та премію Пібоді.

## Сюжет
У цьому серіалі, створеному продюсером Аланом Боллом, Пітер Краузе грає роль Натаніеля Семюеля Фішера молодшого, сина директора похоронного бюро, якому після смерті батька доводиться стати партнером у сімейному бізнесі разом зі своїм братом Девідом (Майкл Голл). До сімейства Фішерів також належать мати Рут Фішер (Френсіс Конрой) і молодша сестра Клер (Лорен Емброуз). Інші головні герої — це працівник похоронного бюро Федеріко Діас (Фредді Родрігес), дівчина Нейта і його майбутня дружина Бренда Ченовіт (Рейчел Гріффітс) і бойфренд Дейва Кіт Чарльз (Меттью Сент-Патрік). Місце дії — похоронне бюро «Фішер і сини», яке знаходиться у Лос-Анджелесі у наш час (2000-2005 рр.).
З одного боку, «Клієнт завжди мертвий» — звичайна сімейна драма про відносини, зради й релігії. Проте, шоу відоме своєю концентрованістю на темі смерті, яка розкривається одразу на декількох рівнях (особистісному, релігійному і психологічному). Кожен епізод починається смертю — від серцевого нападу до синдрому раптової смерті дитини — і ця смерть зазвичай задає тон всьому епізоду, дозволяючи головним персонажам замислитися над їхніми нинішніми успіхами і невдачами на своєму шляху, освітленому смертю і її наслідками. У п'ятому сезоні серія All Alone («У повній самітності») починається не таким чином, але фокусується на смерті, що сталася в попередньому епізоді. Після цього лише один, фінальний епізод Everyone's Waiting («Всі чекають») починається не смертю, а навпаки народженням, але закінчується майбутніми смертями всіх головних героїв.
Один з інструментів сюжету — бесіди головних героїв з померлими на початку серії людьми, особливо з Натаніелем Фішером старшим, дружиною Натаніеля молодшого Лізою і врешті-решт із самим Нейтом. Вони розкривають внутрішній діалог живих персонажів, представляючи його як бесіду з іншими людьми. Розмови з померлими є даниною жанру магічного реалізму. Схожий інструмент — перехід реальної розмови між живими людьми в уявну, вигадану одним з персонажів. Такий перехід не може бути чітко помічений, поки розмова несподівано не повернеться в те ж місце, звідки почалася вигадка, що демонструє глядачам контраст між думками героїв і реальністю.
У листопаді 2004 року творець і ексклюзивний продюсер серіалу Алан Болл оголосив, що п'ятий сезон стане останнім. Продюсери і сценаристи відчули, що після 63 серій вони повністю розповіли свою «історію». Серіал завершився після п'яти сезонів. У США останній епізод показали 21 серпня 2005 року.

## Персонажі

### Основні
| Актор              | Персонаж       | Роль           |
| ------------------ | -------------- | -------------- |
| Пітер Краузе       | Нейт Фішер     | Старша дитина  |
| Майкл Голл         | Девід Фішер    | Середня дитина |
| Френсіс Конрой     | Рут Фішер      | Матір          |
| Лоурен Емброуз     | Клер Фішер     | Молодша дитина |
| Фредді Родрігез    | Федеріко Діаз  | Бізнес-партнер |
| Меттью Сент Патрік | Кіт Чарльз     | Хлопець Девіда |
| Рейчел Гріффітс    | Бренда Ченовіт | Дівчина Нейта  |

### Другорядні
| Актор             | Персонаж                | Сезони | Роль                                                                   |
| ----------------- | ----------------------- | ------ | ---------------------------------------------------------------------- |
| Річард Дженкінс   | Натаніель Фішер старший | 1–5    | Чоловік Рут; батько Нейта, Девіда та Клер                              |
| Джеремі Сісто     | Біллі Ченовіт           | 1–5    | Молодший брат Бренди                                                   |
| Хустина Мачадо    | Ванесса Діаз            | 1–5    | Дружина Федеріко                                                       |
| Джоанна Кессіді   | Маргарет Ченовіт        | 1–5    | Матір Бренди та Біллі; дружина Бернарда                                |
| Тім Макулан       | Пастор Джек             | 1–5    | друг родини; провів похорон Натаніеля; одружив Девіда та Кіта          |
| Ерік Бальфур      | Ґебріель Дімас          | 1–3    | Хлопець Клер                                                           |
| Роберт Фоксворт   | доктор Бернард Ченовіт  | 1–3    | Батько Бренди та Біллі; чоловік Маргарет                               |
| Ед О'Росс         | Микола                  | 1–2; 5 | Коханець Рут Фішер                                                     |
| Марина Блек       | Паркер МакКенна         | 1–2    | Подруга Клер                                                           |
| Девід Норона      | Ґері Дейтман            | 1–2    | Психолог Клер                                                          |
| Ґері Гершбергер   | Меттью Джиларді         | 1–2    | Працівник організації, яка намагається викупити похоронний дім Фішерів |
| Ед Беглі молодший | Хайрам Гундерсон        | 1; 5   | Коханець Рут Фішер                                                     |
| Іллеана Дуглас    | Анджела                 | 1; 5   | Помічниця Федеріко                                                     |
| Патрісія Кларксон | Сара О'Коннор           | 2–5    | Молодша сестра Рут Фішер                                               |
| Лілі Тейлор       | Ліза Кіммел Фішер       | 2–5    | Перша дружина Нейта, матір його дочки Майї.                            |
| Айзіа Полк        | Тейлор                  | 2–3    | Небога Кіта                                                            |
| Джеймс Кромвелл   | Джордж Сіблі            | 3–5    | Другий чоловік Рут                                                     |
| Кеті Бейтс        | Беттіна                 | 3–5    | Подруга Рут                                                            |
| Пітер Макдіссі    | Олів'є Кастро-Стааль    | 3–5    | Коханець Маргарет Ченовіт                                              |
| Бен Фостер        | Расселл Корвін          | 3–5    | Друг Клер                                                              |
| Рейн Вілсон       | Артур Мартін            | 3–5    | Працівник похоронного дому Фішерів                                     |
| Джастін Теру      | Джо                     | 3–4    | Хлопець Бренди                                                         |
| Спрейг Ґрейден    | Аніта Міллер            | 4–5    | Подруга Клер                                                           |
| Пітер Фачінеллі   | Джиммі                  | 4–5    | Друг Клер                                                              |
| Міна Суварі       | Іді                     | 4      | Подруга Клер                                                           |
| Майкл Вестон      | Джейк                   | 4–5    | Наркоман, який напав на Девіда                                         |
| Тіна Голмс        | Меггі Сіблі             | 4–5    | Дочка Джорджа Сіблі                                                    |
| Кріс Мессіна      | Тед Фервелл             | 5      | Хлопець Клер Фішер                                                     |
| Кендр Беррі       | Даррелл Чарльз-Фішер    | 5      | Прийомний син Девіда та Кіта                                           |
| Сі-Джей Сандерс   | Ентоні Чарльз-Фішер     | 5      | Прийомний син Девіда та Кіта                                           |
| Адам Скотт        | Бен Купер               | 3      |                                                                        |
| Анджела Геталс    | Сінді                   |        |                                                                        |
| Ріді Ґіббз        |                         |        | Жінка в ресторані                                                      |
| Гелена Картер     |                         |        | Дружина № 5                                                            |

### Родинне дерево
|                     |                     |                     |                     |                     |                     |  |  |                      |                      |                      |                      |                         |                         |                         |                         |                         |                         |            |            |            |            |           |           |            |            |            |            |            |            |                     |                     |                     |                     |                      |                      |                      |                      |                      |                      |  |  |                  |                  |                  |                  |                  |                  |                   |                   |                   |                   |                   |                   |                   |                   |                   |                   |  |  |  |  |              |              |              |              |              |              |  |  |                                |                                |                                |                                |                                |                                |  |  |
|                     |                     |                     |                     |                     |                     |  |  |                      |                      |                      |                      |                         |                         |                         |                         |                         |                         |            |            |            |            |           |           |            |            |            |            |            |            |                     |                     |                     |                     |                      |                      |                      |                      |                      |                      |  |  |                  |                  |                  |                  |                  |                  |                   |                   |                   |                   |                   |                   |                   |                   |                   |                   |  |  |  |  |              |              |              |              |              |              |  |  |                                |                                |                                |                                |                                |                                |  |  |
|                     |                     |                     |                     |                     |                     |  |  |                      |                      |                      |                      | Натаніель Фішер старший | Натаніель Фішер старший | Натаніель Фішер старший | Натаніель Фішер старший | Натаніель Фішер старший | Натаніель Фішер старший |            |            | Рут Фішер  | Рут Фішер  | Рут Фішер | Рут Фішер | Рут Фішер  | Рут Фішер  |            |            |            |            |                     |                     |                     |                     | Бернард Ейса Ченовіт | Бернард Ейса Ченовіт | Бернард Ейса Ченовіт | Бернард Ейса Ченовіт | Бернард Ейса Ченовіт | Бернард Ейса Ченовіт |  |  | Маргарет Ченовіт | Маргарет Ченовіт | Маргарет Ченовіт | Маргарет Ченовіт | Маргарет Ченовіт | Маргарет Ченовіт |                   |                   |                   |                   |                   |                   |                   |                   |                   |                   |  |  |  |  | Джордж Сіблі | Джордж Сіблі | Джордж Сіблі | Джордж Сіблі | Джордж Сіблі | Джордж Сіблі |  |  | Ім'я невідоме, колишня дружина | Ім'я невідоме, колишня дружина | Ім'я невідоме, колишня дружина | Ім'я невідоме, колишня дружина | Ім'я невідоме, колишня дружина | Ім'я невідоме, колишня дружина |  |  |
|                     |                     |                     |                     |                     |                     |  |  |                      |                      |                      |                      | Натаніель Фішер старший | Натаніель Фішер старший | Натаніель Фішер старший | Натаніель Фішер старший | Натаніель Фішер старший | Натаніель Фішер старший |            |            | Рут Фішер  | Рут Фішер  | Рут Фішер | Рут Фішер | Рут Фішер  | Рут Фішер  |            |            |            |            |                     |                     |                     |                     | Бернард Ейса Ченовіт | Бернард Ейса Ченовіт | Бернард Ейса Ченовіт | Бернард Ейса Ченовіт | Бернард Ейса Ченовіт | Бернард Ейса Ченовіт |  |  | Маргарет Ченовіт | Маргарет Ченовіт | Маргарет Ченовіт | Маргарет Ченовіт | Маргарет Ченовіт | Маргарет Ченовіт |                   |                   |                   |                   |                   |                   |                   |                   |                   |                   |  |  |  |  | Джордж Сіблі | Джордж Сіблі | Джордж Сіблі | Джордж Сіблі | Джордж Сіблі | Джордж Сіблі |  |  | Ім'я невідоме, колишня дружина | Ім'я невідоме, колишня дружина | Ім'я невідоме, колишня дружина | Ім'я невідоме, колишня дружина | Ім'я невідоме, колишня дружина | Ім'я невідоме, колишня дружина |  |  |
|                     |                     |                     |                     |                     |                     |  |  |                      |                      |                      |                      |                         |                         |                         |                         |                         |                         |            |            |            |            |           |           |            |            |            |            |            |            |                     |                     |                     |                     |                      |                      |                      |                      |                      |                      |  |  |                  |                  |                  |                  |                  |                  |                   |                   |                   |                   |                   |                   |                   |                   |                   |                   |  |  |  |  |              |              |              |              |              |              |  |  |                                |                                |                                |                                |                                |                                |  |  |
|                     |                     |                     |                     |                     |                     |  |  |                      |                      |                      |                      |                         |                         |                         |                         |                         |                         |            |            |            |            |           |           |            |            |            |            |            |            |                     |                     |                     |                     |                      |                      |                      |                      |                      |                      |  |  |                  |                  |                  |                  |                  |                  |                   |                   |                   |                   |                   |                   |                   |                   |                   |                   |  |  |  |  |              |              |              |              |              |              |  |  |                                |                                |                                |                                |                                |                                |  |  |
|                     |                     |                     |                     |                     |                     |  |  |                      |                      |                      |                      |                         |                         |                         |                         |                         |                         |            |            |            |            |           |           |            |            |            |            |            |            |                     |                     |                     |                     |                      |                      |                      |                      |                      |                      |  |  |                  |                  |                  |                  |                  |                  |                   |                   |                   |                   |                   |                   |                   |                   |                   |                   |  |  |  |  |              |              |              |              |              |              |  |  |                                |                                |                                |                                |                                |                                |  |  |
|                     |                     |                     |                     |                     |                     |  |  |                      |                      |                      |                      |                         |                         |                         |                         |                         |                         |            |            |            |            |           |           |            |            |            |            |            |            |                     |                     |                     |                     |                      |                      |                      |                      |                      |                      |  |  |                  |                  |                  |                  |                  |                  |                   |                   |                   |                   |                   |                   |                   |                   |                   |                   |  |  |  |  |              |              |              |              |              |              |  |  |                                |                                |                                |                                |                                |                                |  |  |
| Кіт Чарльз          | Кіт Чарльз          | Кіт Чарльз          | Кіт Чарльз          | Кіт Чарльз          | Кіт Чарльз          |  |  | Девід Фішер          | Девід Фішер          | Девід Фішер          | Девід Фішер          | Девід Фішер             | Девід Фішер             |                         |                         | Клер Фішер              | Клер Фішер              | Клер Фішер | Клер Фішер | Клер Фішер | Клер Фішер |           |           | Нейт Фішер | Нейт Фішер | Нейт Фішер | Нейт Фішер | Нейт Фішер | Нейт Фішер |                     |                     |                     |                     | Бренда Ченовіт       | Бренда Ченовіт       | Бренда Ченовіт       | Бренда Ченовіт       | Бренда Ченовіт       | Бренда Ченовіт       |  |  | Біллі Ченовіт    | Біллі Ченовіт    | Біллі Ченовіт    | Біллі Ченовіт    | Біллі Ченовіт    | Біллі Ченовіт    |                   |                   |                   |                   | Ліза Кіммел Фішер | Ліза Кіммел Фішер | Ліза Кіммел Фішер | Ліза Кіммел Фішер | Ліза Кіммел Фішер | Ліза Кіммел Фішер |  |  |  |  | Меггі Сіблі  | Меггі Сіблі  | Меггі Сіблі  | Меггі Сіблі  | Меггі Сіблі  | Меггі Сіблі  |  |  | Брайан Сіблі                   | Брайан Сіблі                   | Брайан Сіблі                   | Брайан Сіблі                   | Брайан Сіблі                   | Брайан Сіблі                   |  |  |
| Кіт Чарльз          | Кіт Чарльз          | Кіт Чарльз          | Кіт Чарльз          | Кіт Чарльз          | Кіт Чарльз          |  |  | Девід Фішер          | Девід Фішер          | Девід Фішер          | Девід Фішер          | Девід Фішер             | Девід Фішер             |                         |                         | Клер Фішер              | Клер Фішер              | Клер Фішер | Клер Фішер | Клер Фішер | Клер Фішер |           |           | Нейт Фішер | Нейт Фішер | Нейт Фішер | Нейт Фішер | Нейт Фішер | Нейт Фішер |                     |                     |                     |                     | Бренда Ченовіт       | Бренда Ченовіт       | Бренда Ченовіт       | Бренда Ченовіт       | Бренда Ченовіт       | Бренда Ченовіт       |  |  | Біллі Ченовіт    | Біллі Ченовіт    | Біллі Ченовіт    | Біллі Ченовіт    | Біллі Ченовіт    | Біллі Ченовіт    |                   |                   |                   |                   | Ліза Кіммел Фішер | Ліза Кіммел Фішер | Ліза Кіммел Фішер | Ліза Кіммел Фішер | Ліза Кіммел Фішер | Ліза Кіммел Фішер |  |  |  |  | Меггі Сіблі  | Меггі Сіблі  | Меггі Сіблі  | Меггі Сіблі  | Меггі Сіблі  | Меггі Сіблі  |  |  | Брайан Сіблі                   | Брайан Сіблі                   | Брайан Сіблі                   | Брайан Сіблі                   | Брайан Сіблі                   | Брайан Сіблі                   |  |  |
|                     |                     |                     |                     |                     |                     |  |  |                      |                      |                      |                      |                         |                         |                         |                         |                         |                         |            |            |            |            |           |           |            |            |            |            |            |            |                     |                     |                     |                     |                      |                      |                      |                      |                      |                      |  |  |                  |                  |                  |                  |                  |                  |                   |                   |                   |                   |                   |                   |                   |                   |                   |                   |  |  |  |  |              |              |              |              |              |              |  |  |                                |                                |                                |                                |                                |                                |  |  |
|                     |                     |                     |                     |                     |                     |  |  |                      |                      |                      |                      |                         |                         |                         |                         |                         |                         |            |            |            |            |           |           |            |            |            |            |            |            |                     |                     |                     |                     |                      |                      |                      |                      |                      |                      |  |  |                  |                  |                  |                  |                  |                  |                   |                   |                   |                   |                   |                   |                   |                   |                   |                   |  |  |  |  |              |              |              |              |              |              |  |  |                                |                                |                                |                                |                                |                                |  |  |
|                     |                     |                     |                     |                     |                     |  |  |                      |                      |                      |                      |                         |                         |                         |                         |                         |                         |            |            |            |            |           |           |            |            |            |            |            |            |                     |                     |                     |                     |                      |                      |                      |                      |                      |                      |  |  |                  |                  |                  |                  |                  |                  |                   |                   |                   |                   |                   |                   |                   |                   |                   |                   |  |  |  |  |              |              |              |              |              |              |  |  |                                |                                |                                |                                |                                |                                |  |  |
| Ентоні Чарльз-Фішер | Ентоні Чарльз-Фішер | Ентоні Чарльз-Фішер | Ентоні Чарльз-Фішер | Ентоні Чарльз-Фішер | Ентоні Чарльз-Фішер |  |  | Даррелл Чарльз-Фішер | Даррелл Чарльз-Фішер | Даррелл Чарльз-Фішер | Даррелл Чарльз-Фішер | Даррелл Чарльз-Фішер    | Даррелл Чарльз-Фішер    |                         |                         |                         |                         |            |            |            |            |           |           |            |            |            |            |            |            | Вілла Фішер-Ченовіт | Вілла Фішер-Ченовіт | Вілла Фішер-Ченовіт | Вілла Фішер-Ченовіт | Вілла Фішер-Ченовіт  | Вілла Фішер-Ченовіт  |                      |                      |                      |                      |  |  |                  |                  |                  |                  |                  |                  | Майя Кіммел Фішер | Майя Кіммел Фішер | Майя Кіммел Фішер | Майя Кіммел Фішер | Майя Кіммел Фішер | Майя Кіммел Фішер |                   |                   |                   |                   |  |  |  |  |              |              |              |              |              |              |  |  |                                |                                |                                |                                |                                |                                |  |  |